# LUNA SEA COMPLETE BEST
《LUNA SEA COMPLETE BEST》는 2008년 3월 26일에 발매된 LUNA SEA의 베스트 앨범이다.

## 개요
2007년 12월 24 일 도쿄 돔에서 열린 하룻밤 한정의 부활 라이브 "LUNA SEA GOD BLESS YOU ~One Night Déjàvu~" 라이브 DVD와 동시 발매되었다. 디지털 리마스터링 되었으며 2장 세트로 출시되었다. 종막 후 CD로 발매된 음반은 커플링 모음집인 "another side of SINGLES II"와 발라드 베스트 "SLOW"뿐이었는데, 종막 후에 발매된 베스트 앨범으로는 처음으로 LUNA SEA의 초기부터 종막까지의 전체 경력에서 선곡되었다. 종막 전 싱글 14 곡을 모두 수록한 앨범은 이번이 처음이다.
2013년 3월 27일에 재킷을 아시아 5개국에서 판매되고 있는 것으로 변경하고 12곡 (CD 1장 분량)이 추가 수록된 "COMPLETE BEST -ASIA LIMITED EDITION-"이 기간 한정으로 발매되었다.
전곡이 리마스터링 되어 있으며, 마스터링을 담당한 것은 테드 젠슨 (Ted Jensen).

## 수록곡
- 전체 작사 ・ 작곡 ・ 편곡：LUNA SEA

### DISC 1
1. BELIEVE
1st 싱글. 본작에는 싱글 버전이 수록됨.
2. IN MY DREAM (WITH SHIVER)
2nd 싱글. 본작에는 싱글 버전이 수록됨.
3. ROSIER
3rd 싱글. 4집 앨범 「MOTHER」에 수록되어 있는 버전 수록.
4. TRUE BLUE
4th 싱글.
5. MOTHER
5th 싱글. 싱글 버전이 수록됨.
6. DESIRE
6th 싱글.
7. END OF SORROW
7th 싱글. 본작에는 5집「STYLE」에 수록되어 있는 버전과 함께, 같은 앨범에 수록된 「1999」의 마지막 대사를 추가 수록.
8. IN SILENCE
8th 싱글.
9. STORM
9th 싱글.
10. SHINE
10th 싱글.
11. I for You
11th 싱글.
12. gravity
12th 싱글.
13. TONIGHT
13th 싱글.
14. LOVE SONG
14th 싱글.

### DISC 2
1. LOVELESS
4집 앨범 「MOTHER」수록곡.
2. Déjàvu
2집 앨범 「IMAGE」수록곡.
3. SLAVE
2th 싱글 「IN MY DREAM (WITH SHIVER)」수록곡.
4. Sweetest Coma Again feat.DJ KRUSH
7집 앨범 「LUNACY」수록곡.
5. WITH LOVE
5집 앨범 「STYLE」수록곡.
6. Be Awake
7집 앨범 「LUNACY」수록곡.
7. Crazy About You
7집 앨범 「LUNACY」수록곡.
8. JESUS
3집 앨범 「EDEN」수록곡.
9. Providence
3집 앨범 「EDEN」수록곡.
10. BREATHE
6집 앨범 「SHINE」수록곡.
11. UP TO YOU
6집 앨범 「SHINE」수록곡.
12. PRECIOUS ...
1집 앨범 「LUNA SEA」수록곡. 본작에 수록된 음원은 2000년 발매된 「PERIOD ~THE BEST SELECTION~」에 수록된 리레코딩 버전.
13. MOON
2집 앨범 「IMAGE」수록곡.
14. WISH
2집 앨범 「IMAGE」수록곡. 본작에 수록된 음원은 2000년 발매된 「PERIOD ~THE BEST SELECTION~」에 수록된 리레코딩 버전.

### DISC 3 (ASIA LIMITED EDITION 에만 해당됨)
1. IN FUTURE
4집 앨범 「MOTHER」수록곡.
2. MECHANICAL DANCE
2집 앨범 「IMAGE」수록곡.
3. G.
5집 앨범 「STYLE」수록곡.
4. SANDY TIME
1집 앨범 「LUNA SEA」수록곡. 본작에 수록된 것은 2011년 발매된 리레코딩 버전의 음원.
5. RAIN
3rd 싱글 「ROSIER」수록곡.
6. NO PAIN
6집 앨범 「SHINE」수록곡.
7. Ray
8th 싱글 「IN SILENCE」수록곡.
8. Unlikelihood
6집 앨범 「SHINE」수록곡.
9. TIME IS DEAD
1집 앨범 「LUNA SEA」수록곡. 본작에 수록된 것은 2011년 발매된 리레코딩 버전의 음원.
10. BLUE TRANSPARENCY 限りなく 透明に近い ブルー (한없이 투명에 가까운 블루)
1집 앨범 「LUNA SEA」수록곡. 본작에 수록된 것은 2011년 발매된 리레코딩 버전의 음원.
11. Time Has Come
6집 앨범 「SHINE」수록곡.